# Domingos Paciência
Domingos José Paciência Oliveira, més conegut simplement com a Domingos Paciência (Leça da Palmeira Matosinhos, 2 de gener de 1969), és un exfutbolista i entrenador portugués. Com a jugador ocupava la posició de davanter.

## Trajectòria
Arriba al FC Porto provinent de l'Atlético de Leça quan té 13 anys, i sis després, debuta amb el primer equip. Fins a 1997 va ser el davanter de referència de l'equip lusità, i va aconseguir el trofeu del màxim golejador de la temporada 95/96.
El fitxatge de Mario Jardel li barra el pas i a l'estiu de 1997 marxa al CD Tenerife. Però, no gaudeix de massa gol a les Canàries. Dos anys després retorna al FC Porto, sense recuperar el nivell golejador que el va caracteritzar anys abans.
Domingos va ser 34 vegades internacional amb la selecció de Portugal, tot marcant 9 gols. Amb els lusos, va participar en l'Eurocopa de 1996.

## Com a entrenador
Després de retirar-se el 2001, Domingos ha seguit vinculat al futbol en la faceta d'entrenador. El 2005 es va fer càrrec del filial del Porto. A l'any següent recala a la UD Leiria, de la primera divisió portuguesa. El 2007 s'incorpora a l'Académica de Coimbra on roman fins a la temporada 2008-09. A partir de l'any 2009 entrena el Sporting Clube de Braga aconseguint el subcampionat portugués i classificant l'equip per a la Lliga de Campions. La temporada següent, 2010-11, aconsegueix arribar a la final de la Lliga Europa on és derrotat a la final pel FC Porto per 1-0.

## Títols
- Lliga portuguesa: 1987-88, 1989-90, 1991-92, 1992-93, 1994-95, 1995-96, 1996-97
- Copa portuguesa: 1987-88, 1990-91, 1993-94, 1999-2000, 2000-01
- Supercopa portuguesa: 1991, 1992, 1994, 1995, 1999, 2000
- Màxim golejador: 1995-96
- Futbolista de l'any de Portugal: 1990